# Мгер Маргарян
Мгер Маргарян (вірм. Մհեր ՄԱՐԳԱՐՅԱՆ; нар. 4 листопада 1974, Єреван, Вірменія) — вірменський дипломат. Постійний представник Вірменії при Організації Об'єднаних Націй (з 2018).

## Життєпис
Народився 4 листопада 1974 року в Єревані, Вірменія. У 1996 році отримав ступінь з історії та теорії міжнародних відносин, Кафедра міжнародних відносин Єреванського державного університету. У 1999 році закінчив аспірантуру кафедри новітньої історії Єреванського державного університету, Вірменія. У 2000 році Інтенсивні дослідження в галузі міжнародних відносин, Школа права та дипломатії Флетчера, Університет Тафтса, Медфорд, США.
У 1998—1999 рр. — аташе, Департамент міжнародних організацій, відділ ООН, Міністерство закордонних справ Республіки Вірменія
У 2000—2001 рр. — третій секретар, Департамент міжнародних організацій, відділ ООН, Міністерство закордонних справ Республіки Вірменія
У 2001—2004 рр. — Другий секретар Постійного представництва Республіки Вірменія при Організації Об'єднаних Націй, Нью-Йорк
У 2005—2006 рр. — Голова Відділу Організації Об'єднаних Націй Департаменту міжнародних організацій Міністерства закордонних справ
У 2006—2009 рр. — Перший секретар Посольства Вірменії у Великій Британії, Лондон
У 2009—2015 рр. — Голова відділу Європейського Союзу, Міністерство закордонних справ, Вірменія
У 2015—2017 рр. — Повноважний міністр Постійного представництва Вірменії при офісі ООН у Женеві, Швейцарія
У 2017—2018 рр. — Заступник постійного представника Представництва Вірменії при ООН, Нью-Йорк
З серпня 2018 — Постійний представник Вірменії при Організації Об'єднаних Націй, Нью-Йорк. Віце-президент ECOSOC (2020), Голова 64-ї та 65-ї сесій CSW ООН (2019—2021).